# Javier Pérez de Cuéllar
Javier Pérez de Cuéllar   (Lima, 19 de gener de 1920 - Lima, 4 de març de 2020) fou un advocat i diplomàtic peruà que esdevingué el 5è Secretari General de les Nacions Unides entre 1982 i 1991.

## Joventut i carrera diplomàtica
Nasqué el 19 de gener de 1920 a la ciutat de Lima. Estudià dret i ingressà el 1940 al Ministeri de Relacions Exteriors del Perú. El 1944 entrà a formar part del Servei Diplomàtic, sent enviat com ambaixador del Perú a França, Regne Unit, Bolívia, Brasil, Suïssa, la Unió Soviètica (sent el primer ambaixador del Perú al país), Polònia i Veneçuela.
El 1961 retornà a Lima on desenvolupà els càrrecs de Director del Departament Jurídic, Director de l'Administració, Director de Protocol i Director d'Assumptes Polítics. El 1966 aconseguí ser nomenat viceministre i Secretari General de Relacions Exteriors.
Fou designat pel seu país com a delegat en l'Assemblea General de l'ONU ja el 1946, per esdevenir representant permanent a les Nacions Unides des de 1971 fins al 1975. Representà el Perú al Consell de Seguretat de l'ONU entre 1973 i 1974, desenvolupant la funció de President del Consell durant els conflictes de Xipre de 1974. El 18 de setembre d'aquell any fou nomenat Representant Especial del Secretari General a Xipre, càrrec que ocupà fins al 1977, moment en el qual va retornar al seu càrrec al Ministeri de Relacions Exteriors del Perú.
El 27 de febrer de 1979 fou nomenat Secretari General Adjunt de les Nacions Unides per Assumptes Polítics concrets. Des d'abril de 1981 alternà el càrrec anterior amb el de Representant Personal del Subsecretari General durant la crisi a l'Afganistan. Sota aquesta condició va viatjar fins a l'Afganistan i Pakistan durant l'abril i agost del mateix any per continuar les negociacions de pau iniciades pel subsecretari general mesos abans.
El maig de 1981 va retornar al Ministeri de Relacions Exteriors del Perú, continuant però representant al Subsecretari General en la crisi de l'Afganistan fins a la seva designació com a Secretari General de les Nacions Unides.

## Secretari General de les Nacions Unides
L'1 de gener de 1982 Javier Pérez de Cuéllar prengué possessió del seu càrrec de Secretari General de les Nacions Unides. El 10 d'octubre de 1986 fou reescollit per continuar amb un segon mandat, que inicià l'1 de gener de 1987. Els membres del Consell de Seguretat demanaren la realització d'un tercer mandat de Pérez de Cuéllar però aquest no acceptà l'oferiment i renuncià al seu càrrec el 31 de desembre de 1991. L'octubre de 1987 fou guardonat amb el Premi Príncep d'Astúries de Cooperació Internacional.
Durant el seu mandat va manar directament les negociacions entre Argentina i el Regne Unit durant la guerra de les Malvines així com promogué les accions del Grup de Contadora per l'adveniment de la pau a l'Amèrica Central. Les Nacions Unides intercediren en les negociacions per la independència de Namíbia, el conflicte del Sàhara Occidental entre el Marroc i el Front Polisario, així com en el conflicte de Xipre. Durant el seu mandat els Cascos Blaus de les Nacions Unides foren guardonats amb el Premi Nobel de la Pau el 1988.

## Activitat Política
Després de la seva retirada de la seva activitat a les Nacions Unides retornà al seu país on optà a les eleccions generals peruanes de 1995, quedant en segona posició amb el 21,5% dels vots a molta distància d'Alberto Fujimori, amb el 64,43% dels vots vàlids. Entre el 25 de novembre de l'any 2000 i el 28 de juliol de 2001 fou nomenat Primer Ministre i Ministre de Relacions Exteriors del Perú durant el govern de transició de Valentín Paniagua després de la sortida del govern d'Alberto Fujimori.
Immediatament després va assumir el càrrec d'ambaixador del Perú a França i la UNESCO, per renunciar al càrrec el 22 de juliol de 2004. El 31 de desembre d'aquell any es feu efectiva la seva renúncia a l'activitat diplomàtica, retirant-se de la vida política activa. Des d'aquell moment va viure retirat a París, on el juliol de 2005 sofrí un infart coronari, del qual es recuperà satisfactòriament. Morí als 100 anys, el 4 de març de 2020.